# Ciprus 1974-es török megszállása
Ciprus 1974-es török megszállása (vagy török katonai kódnevén az Atilla hadművelet) során török csapatok szálltak partra a szigeten, és elfoglalták Ciprus északi területeit. A hadművelet során a török hadsereg körülbelül 170 000 ciprusi görög lakost űzött el otthonából, több ezer embert megöltek, megkínoztak, megerőszakoltak. A sziget északi részét Törökország azóta is megszállás alatt tartja, és ott a csak általa elismert bábállam működik.

## A hadművelet előzményei
A hadművelet 1974. július 20-án vette kezdetét, miután Cipruson a görögországi katonai junta által támogatott csoport puccsot hajtott végre III. Makariosz ciprusi elnök ellen (Elnök hadművelet, vagy Aphrodité hadművelet), amelynek végső célja az enózisz, a sziget Görögországhoz csatolása volt. A puccsot a Ciprusi Nemzeti Gárda az EOKA B nevű görög ciprióta terrorista szervezettel összejátszva hajtotta végre, és Makariosz helyére Níkosz Szampszónt ültették. (A terrorszervezet az ezt megelőző években is folyamatos támadásokat hajtott végre a sziget török ciprióta lakossága és egyes mérsékelt görög ciprióták ellen.) A Ciprus elleni katonai agressziót Törökország a ciprusi török kisebbség veszélyeztetett helyzetével indokolta.

## A hadművelet lefolyása

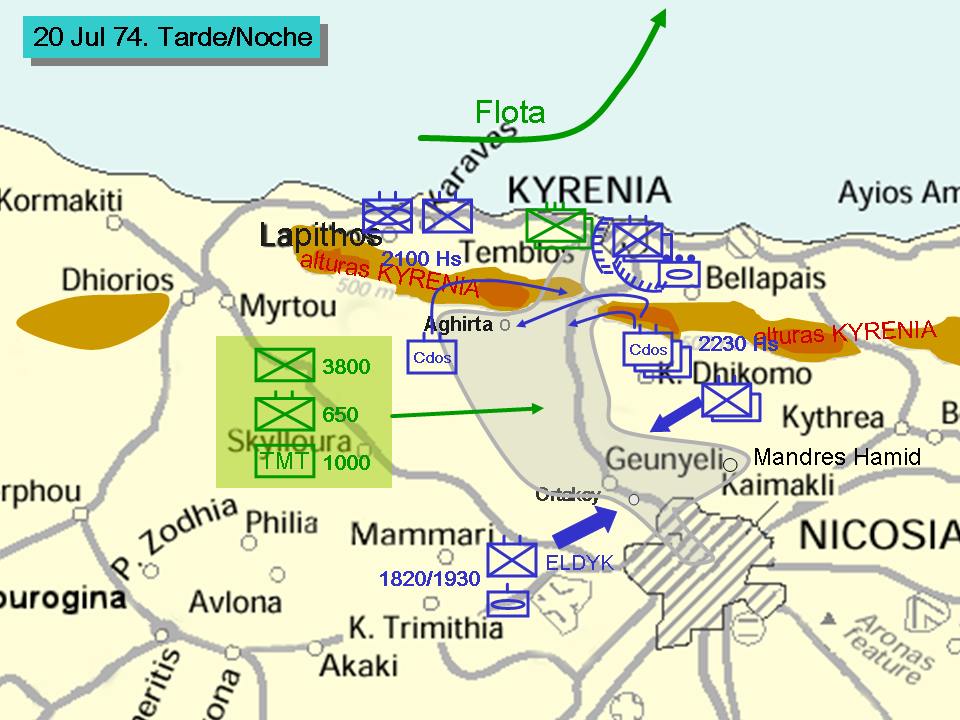
Atilla hadművelet

Az akció során 40 000 török katona szállt partra és alakított ki hídfőállást Kerínia közelében (Atilla hadművelet I.). Noha a beavatkozás nyomán a ciprusi katonai junta három nap alatt megbukott, és Makariosz visszatért hivatalába, a török agresszió közel egy hónappal később, 1974. augusztus 14-én újrakezdődött (Atilla hadművelet II.), és ennek eredményeként a szigetország 37%-a tartósan török megszállás alá került. A hadműveletek során a török hadsereg számos gyilkosságot és kegyetlenkedést elkövetett az itteni görög polgári lakossággal szemben. Erre válaszul a görög ciprióta milicisták és katonák is néhány helyen etnikai tisztogatásokba fogtak a török ciprióták ellen. Famagusta mellett három településen 126 török nemzetiségű ciprusi állampolgárt ölt meg az EOKA egyik szárnya.

## Következmények

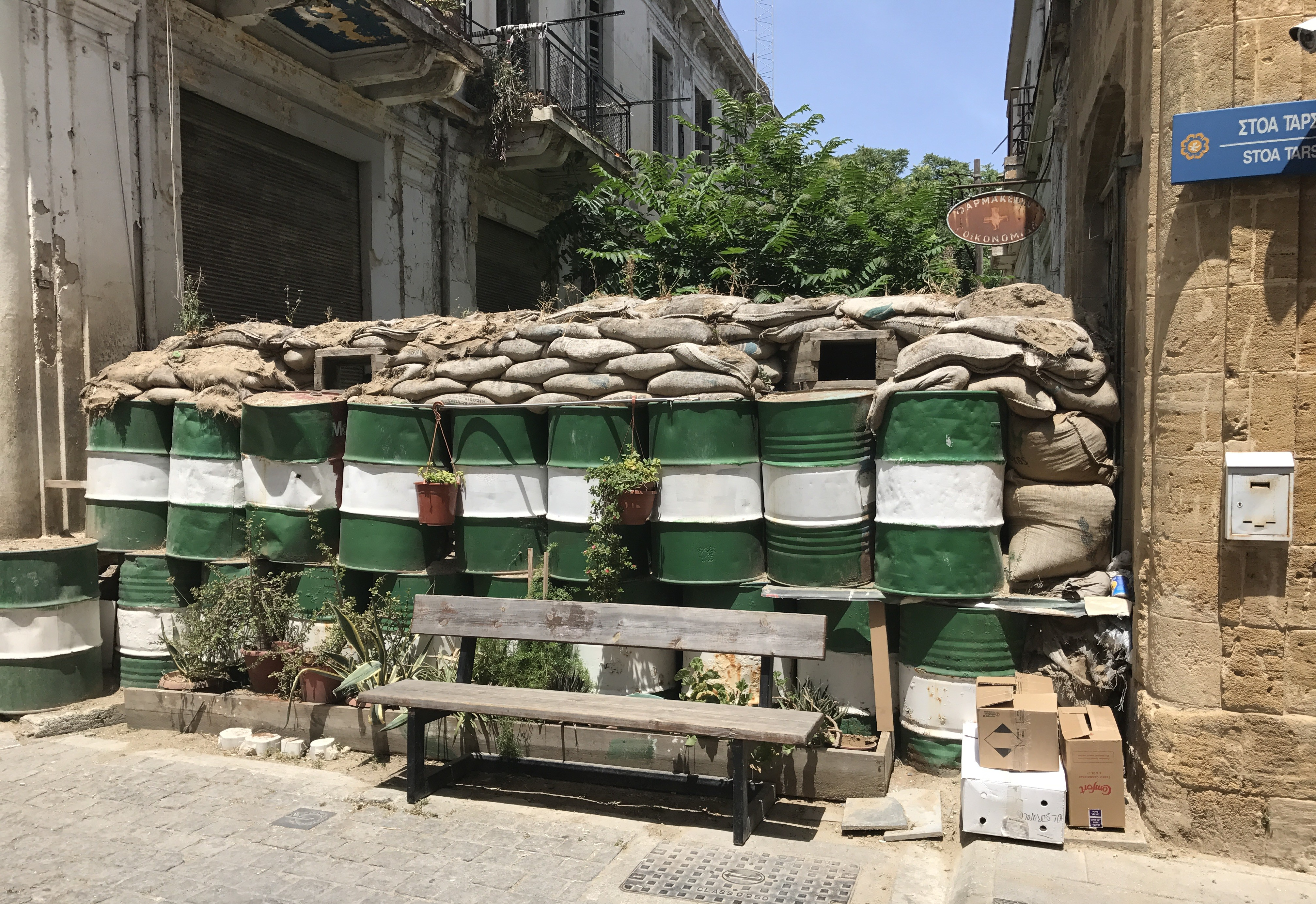
Homokzsákokkal lezárt utca Nicosiában

A megszállt területről a 200 000 fős görög ciprióta lakosság, amely a terület lakosságának körülbelül 80%-át, és a sziget teljes népességének egynegyedét tette ki, teljes egészében délre menekült, míg a déli országrészből 60 000 török ciprióta menekült az északi területre. Az ENSZ a további összecsapások elkerülésére a két felet elválasztó, és az országon végigfutó demilitarizált övezetet hozott létre, amely Zöld vonal néven ismert, és amely a fővárost is kettészeli. Az övezetet ENSZ-katonák tartják ellenőrzésük alatt a szervezet ciprusi békefenntartó missziója, az UNFICYP keretében.
A megszállt területen a török hatóságok és a ciprióta török politikusok megszervezték az átmeneti jellegű Ciprusi Török Szövetségi Államot. Mivel a megszállást követő tárgyalások eredménytelennek bizonyultak, ezért északon 1983-ban kikiáltották a csak Törökország által elismert Észak-Ciprusi Török Köztársaságot.

## Törökország elítélése és kártérítés
Ciprus 1994-ben beperelte Törökországot az Emberi Jogok Európai Bírósága előtt a megszállás, és az annak során elkövetett kegyetlenkedések (pl. gyilkosságok, kínzás, csoportos nemi erőszak, jogtalan fogva tartás), valamint a tulajdonosaiktól elrabolt ingatlanok miatt. A bíróság 2001-ben kimondta Törökország felelősségét az elkövetett jogsértésekben, majd 2014-ben 90 millió euró kártérítés megfizetésére kötelezte az országot. Az összeget részben az eltűnt személyek hozzátartozói, részben a megszállt területen jogsérelmet elszenvedett személyek kapják, és azt a ciprusi kormány osztja szét az Európa Tanács felügyeletével.

## Fordítás
- Ez a szócikk részben vagy egészben  a   Turkish invasion of Cyprus című angol Wikipédia-szócikk ezen változatának fordításán alapul.  Az eredeti cikk szerkesztőit annak laptörténete sorolja fel. Ez a jelzés csupán a megfogalmazás eredetét és a szerzői jogokat jelzi, nem szolgál a cikkben szereplő információk forrásmegjelöléseként.
- Ez a szócikk részben vagy egészben  az   Operation Atilla című angol Wikipédia-szócikk ezen változatának fordításán alapul.  Az eredeti cikk szerkesztőit annak laptörténete sorolja fel. Ez a jelzés csupán a megfogalmazás eredetét és a szerzői jogokat jelzi, nem szolgál a cikkben szereplő információk forrásmegjelöléseként.